# Refugi Vallot

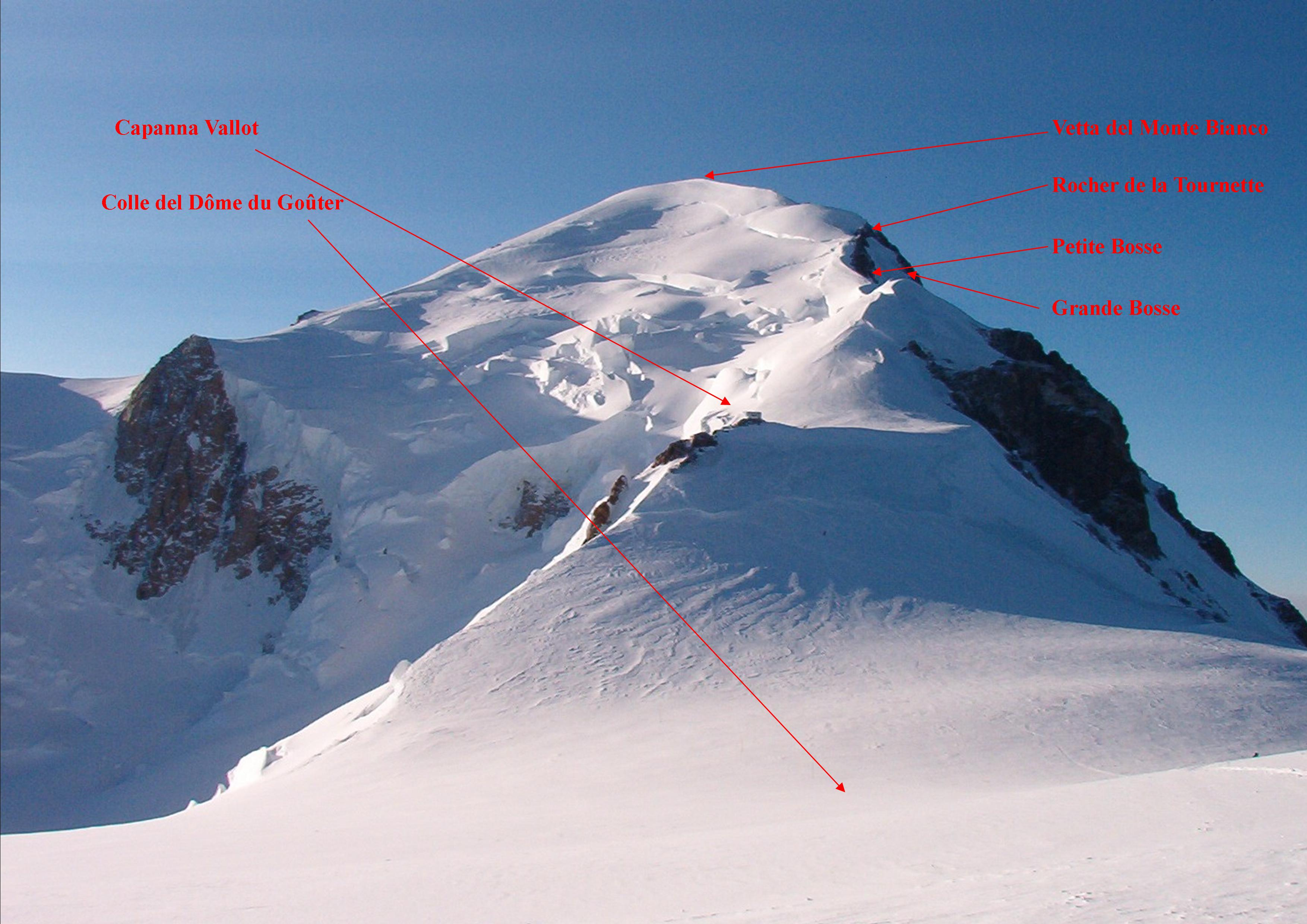
Refugi Vallot al peu de l'aresta de les Bosses

El refugi Vallot, també conegut com a cabana Vallot (cabane Vallot en francès), bivac Vallot (bivouac Vallot) o abric Vallot (abri Vallot) és un refugi de muntanya, alhora que un petit centre de recerca, del Massís del Mont Blanc, als Alps. Està situat a 4.362 msnm, a la ruta normal de l'Mont Blanc, al nord-oest del cim, als peus de l'aresta des Bosses. Pertany al municipi de Saint-Gervais-les-Bains, del departament de l'Alta Savoia, regió d'Alvèrnia-Roine-Alps a França.
Aquest refugi té l'origen en els estudis científics del botànic, meteoròleg, astrònom, geògraf i alpinista Joseph Vallot a finals del segle xix prop del cim del Mont Blanc. Aquest volia estar-se durant diverses setmanes als voltants del cim, i va fer construir aquesta edificació l'any 1890. Actualment l'utilitzen científics que estudien la fisiologia en altitud com, per exemple, l'experiment amb Viagra. També s'hi guarda el material de meteorologia de Joseph Vallot.
Aquest refugi va ser inicialment una cabana amb un observatori, i posteriorment reconvertit pel seu ús també com a refugi pels muntanyencs. Posteriors modificacions el deixaren amb el seu aspecte actual de dos edificis. Un és l'observatori Vallot, pels científics, i l'altre el refugi Vallot per als muntanyencs. La cabana Vallot fou reemplacada pel refugi Vallot el 1938 a iniciativa del Club Alpin Français (CAF), i per l'observatori. El refugi fou totalment renovat l'estiu de 2006.
El seu ús com a refugi està previst només per a bivac d'emergència dels alpinistes que van o tornen camí del Mont Blanc: una caseta amb dos lavabos químics i un abric d'emergència amb radiobalisa permanentment accessible per tal de reposar o de refugiar-se en cas de mal temps.